# Henrike van Engelenburg
Henrike van Engelenburg (Driebergen, 25 december 1970) is een Nederlands theaterproducent. Zij werd vooral bekend met theatervoorstellingen van de gelijknamige jeugdboeken Achtste groepers huilen niet (Jacques Vriens), De kleine kapitein (Paul Biegel) en Oorlogsgeheimen (Jacques Vriens). De voorstelling Oorlogsgeheimen is al 600 keer opgevoerd. Haar productie Achtste groepers huilen niet werd in 2011 bekroond met een Musicalworld-Award voor de beste Jeugdvoorstelling (zowel de publieks- als de juryprijs).

## Biografie
Henrike van Engelenburg studeerde geschiedenis in Utrecht van 1989 tot 1995, met als specialisatie internationale betrekkingen. Op 1 april 1997 begon zij haar zelfstandig ondernemerschap als "Van Engelenburg Impresariaat" - vandaag "Van Engelenburg Theaterproducties" (Het impresariaat maakt tegenwoordig geen deel meer uit van hun producentenactiviteit.) In 2000 verhuisde het bedrijf naar Amsterdam en sinds 2006 is het kantoor gevestigd in Haarlem. In 2009 richtte van Engelenburg de LinkedIn groep "NL Theaterprofessionals" op, die inmiddels (2021) 3505 leden telt. Van 2010 tot 2014 was van Engelenburg adviseur sector theater voor het Fonds Podiumkunsten. Sinds 2011 is Henrike van Engelenburg lid van de Rotary Club Bloemendaal en sinds 2021 is zij voorzitter van de club en verantwoordelijk voor Lustrumcommissie, programmacommissaris en voor benefietconcerten.

## Theaterproducties
Henrike van Engelenburgs theaterproductie kent drie onderdelen: educatie, bedrijfstheater en vrije voorstellingen. Bovendien heeft zij een partnerschap met Bastiaan Ragas en richtten zij samen het bedrijf Gouden Lijn Theater op, dat zich richt op toneelstukken voor het iets oudere publiek. Het onderdeel educatief theater is voor van Engelenburg heel belangrijk. Ze heeft speciaal voor scholen de website Theater in School opgericht, die "professionele gezelschappen uit alle theaterdisciplines [vertegenwoordigt], die educatie bewust onderdeel maken van hun voorstellingen." Vaak zijn er ook lespakketten en docentenhandleidingen voorhanden, zodat het theaterbezoek door de leraren goed voor- en nabereid kunnen worden.
Het is karakteristiek voor de theaterproducties van van Engelenburg, dat bij het decors niet alleen meubels, maar ook geluidseffecten, projecties van film en muziek en gezang belangrijk onderdeel van de vertoning zijn. Zo ontstaat er een situatie, die de toeschouwer geheel meeneemt in de tijd, waar het stuk zich afspeelt. Henrike van Engelenburg: "Theater maakt van mensen prettige wezens", zegt ze. "Het maakt ze empathisch, omdat theater de verbeelding stimuleert, waardoor ze zich beter kunnen verplaatsen in de ander."

### De kleine kapitein (toneelstuk)
In 2006 maakte André Arends samen met producente Henrike van Engelenburg een muziektheatervoorstelling naar het gelijknamige boek van Paul Biegel. De première vond plaats in de Koninklijke Schouwburg Den Haag. De acteurs waren Hugo Konings (Kleine Kapitein), Frits Lambrechts (Grijze schipper), Lottie Hellingman (Marinka) en Herman Bolten (Dikke Druif).
Zoals in veel van de toneelstukken die Van Engelenburg maakt, wordt het toneelbeeld gekenmerkt door multifunctionele objecten. Afhankelijk van de behoefte worden ze gebruikt en omgevormd, waarbij de verbeelding van het publiek wordt geprikkeld. Aan het begin van de voorstelling is er veel wrakhout op de grond en vertelt een oude man over de kleine Kapitein die een boot bouwde om naar het mysterieuze eiland van Groot en Groei te reizen, waar hij in één nacht een groot man kon worden. Terwijl hij erover vertelt, bouwt hij de boot zelf na uit de voorwerpen die op het toneel liggen: "In de dialogen lopen directe en indirecte rede meer en meer in elkaar over. Een slimme manier om de vertelling te laten vervloeien met de handeling op toneel, waar de acteurs zich alras beginnen te verkleden." De door André Arends  gecomponeerde muziek is donker en mystiek, en draagt in belangrijke mate bij aan de mysterieuze en griezelige sfeer.
In 2014 werd het stuk opnieuw opgevoerd, dit keer met andere acteurs: Arjan Smit (de kleine kapitein), Alexandra Alphenaar (Marinka), Robbie Aldjufri (Bange Toontje), Christian van Eijkelenburg (Dikke druif) en Michel Sorbach (de grijze schipper). Deze keer werden aria's uit de beroemde opera Julio Cesare van Georg Friedrich Händel uit 1724 gebruikt, die door Fons Merkies bewerkt werden. De criticus van de theaterkrant, Max Arian, vindt woorden van lof voor de acteurs: "Ze gaan natuurlijk naar het Eiland van Groot en Groei en worden daar plotseling volwassen mensen. Als ze weer van het eiland wegvaren worden ze kleiner en vooral Arjan Smit kan met een minieme verandering in mimiek zo weer een jongetje worden dat niet meer weet dat hij net nog met Marinka een verliefd duet heeft gezongen."
2015 was de theatertournee door Nederland aanleiding voor de Reddingsbrigade een docentenhandleiding uit te geven met het doel, om de veiligheid van kinderen op het water te bevorderen. De lessen waren onderverdeeld in: Les 1 - Blijf veilig op het water met de kleine kapitein, Les 2 - Eb & vloed (de drakenpoort) en Les 3 - Stromingen (de grote rolgolf).

### Achtste groepers huilen niet (toneelstuk)
Achtste–groepers huilen niet is een toneelstuk dat in 2010 werd geproduceerd naar het gelijknamige boek van Jacques Vriens. Hij doet zelf de stem van de dokter in het stuk. Ook hier is het decor opmerkelijk: "De klas waarin zich dit allemaal afspeelt, wordt uitgebeeld met houten hoofden die de leerlingen voorstellen. [...] Een fietsenhok is het decor van deze voorstelling, daarvoor ligt een grasmatje met een bal erop. Het fietsenhok wordt in een handomdraai deels omgetoverd tot ziekenhuiskamer, waarin we vanachter een schimmendoek onder andere zien hoe bij Akkie een beenmergpunctie wordt uitgevoerd. Alle scènes met Akkie spelen zich op deze plek af." Ook hier is muziek een belangrijk onderdeel van de voorstelling, ze werd gecomponeerd door Arthur Umbgrove. Hij zingt samen met Birgit Schuurman liedjes, die gebaseerd zijn op verhalen van patiëntjes uit het Emma Kinderziekenhuis.
Er is door Henrike van Engelenburg in samenwerking met het AMC Kinderziekenhuis/Emmapodium en Uitgeverij Van Holkema & Warendorf/Unieboek BV een speciaal lessenpakket opgemaakt. De criticus, Laurens Heuzinkveld, oordeelt: "Ik vind de voorstelling ook erg educatief. Het proces van Akkie’s ziek zijn en hoe vrienden en klasgenoten daarmee omgaan is erg leerzaam. De vragen die de kinderen in de voorstelling (de houten hoofden waar ik eerder over schreef) stellen, zijn precies de vragen waar kinderen in het publiek ook graag de antwoorden op willen hebben."

### Oorlogsgeheimen (toneelstuk)
Oorlogsgeheimen is een toneelstuk in 2013 geproduceerd door van Engelenburg van het gelijknamige boek van Jacques Vriens. Maarten Ebbers en Ida van Dril waren de acteurs. In 2015 werd het stuk opnieuw opgevoerd, dit keer met Maarten Ebbers en Maria Noë. De muziek voor de voorstelling werd opnieuw gecomponeerd door Arthur Umbgrove. Het verhaal draait om een jongen, Tuur, en zijn ervaringen tijdens de nazitijd. Het toneelstuk wordt verteld en gespeeld in retrospectief. In het heden is Tuur leraar en moet hij zijn leerlingen iets bijbrengen over die tijd, maar hij kan dat niet doen zonder zich zijn eigen ervaringen van toen te herinneren. Ook hier zijn er maar twee acteurs die alle rollen op zich nemen: "ouders, ooms, tantes, kinderen, goeden, fouten, noem maar op." Ze worden ondersteund door een geluidslandschap dat de tijd zeer authentiek weergeeft: luchtalarm, invallen door de Duitsers, bommen, enz. Het decor bestaat weer uit multifunctionele voorwerpen: "Met een minimum aan decor worden diverse locaties neergezet. Een wand is gekanteld een bed, en een deur op z’n kant is een varkenshok. En met twee zaklampen achter een muurtje en het juiste geluidseffect zou je zweren dat er echt een vrachtwagen komt aangereden."
Het is een zeer serieus onderwerp en de acteurs speelden zo overtuigend dat na de voorstelling alle toeschouwers ontroerd waren. De critici waren zeer lovend:
"Het is een dappere keuze van de makers om die benauwende angst om betrapt te worden en het gebukt gaan onder de oorlog consequent vol te houden.".
"Oorlogsgeheimen kan het best goed doen als theatrale verbeelding van de geschiedenisles."
"Een indrukwekkend stuk, met zeer subtiel doordringend spel en mooie zang en muziek. Het komt binnen en laat je beseffen dat de oorlog diepe wonden heeft achter gelaten en dat dat nooit vergeten mag worden."
Ook Jacques Vriens zelf toonde zich tevreden over het stuk: "„Ik ben ongelooflijk blij en trots dat Van Engelenburg mijn boek heeft uitgekozen om een theaterbewerking van te maken. Ze hebben met ‘Achtste-groepers huilen niet’, een eerdere voorstelling naar mijn boek, bewezen dat ze dat op een heel creatieve en integere manier kunnen."
Het kenmerk van Van Engelenburgs producerscarrière, dat het draait om het tot de verbeelding spreken van het publiek, is ook hier weer op zijn plaats. Zang, authentieke geluidslandschappen, multifunctionele voorwerpen als decor, alles tezamen draagt bij tot de expressie van authenticiteit en realisme die het publiek raakt en meeneemt in het verhaal.

### Overige theaterproducties
- 2000-2001: De Geest van laat maar waaien (met Jochem Myjer, Cox Habbema, Georgina Verbaan, Gerda Havertong)
- 2003-2004: Nero (met Stijn van der Loo)
- 2004-2006: Lastige Lijven
- 2006-2007: Gezang! (met Stijn van der Loo)
- 2008-2009: De Zandtovenaar in Afrika (met Gert van der Vijver)
- 2009-2010: Het Lichaam liegt nooit (met Stijn van der Loo)
- 2009-2010: Lieve Julia (met Jeroen Phaff)
- 2010-2011: Andermans Veren Live! Kijk Omhoog!
- 2010-2011: Negra (met Joy Wielkens)
- 2011-2012: Papa was a Rolling … Nobody (met Joy Wielkens)
- 2011-2012: Nightmare Horrormusical met (Alexandra Alphenaar)
- 2012-2013: Christiane F. (met Alexandra Alphenaar)
- 2013-2014: Winky en het Paard van Sinterklaas (naar het boek van Tamara Bos)
- 2013-2015: Alles went behalve een Vent (naar het boek van Yvonne Kroonenberg) (meet Joke Bruijs en Gerard Cox)
- 2015-2016 De boze heks en de zandtekenaar (naar het boek van Hanna Kraan)
- 2015-2018: Brammetje Baas (naar een boek van Tamara Bos)
- 2015-2017: De Oase Bar (met Joke Bruijs en Gerard Cox)
- 2016-2018: De Oase Bar Sing-a-long
- 2019-2020: Cox (Afscheidstournee) (met Gerard Cox)